# Persone di nome Duncan
| Questa pagina contiene informazioni ricavate automaticamente dalle voci biografiche con l'ausilio del template Bio e di un bot. L'aggiornamento è periodico e automatico e ricostruisce completamente la pagina. Se manca una persona in questa lista, sei pregato di non aggiungerla, ma accertati piuttosto che la sua voce biografica contenga il template Bio e che i dati anagrafici siano correttamente compilati. Se il template Bio manca, inseriscilo tu stesso o, in alternativa, metti l'avviso {{tmp\|Bio}} che ne segnala la mancanza. Se i dati riportati sono sbagliati, correggi direttamente la voce biografica; le modifiche saranno visibili in questa lista entro pochi giorni. Per chiarimenti vedi il progetto antroponimi. La lista contiene solo le 64 persone che sono citate nell'enciclopedia e per le quali è stato implementato correttamente il template Bio. Pagina aggiornata al 23 mag 2025. |

Questa è una lista di persone presenti nell'enciclopedia che hanno il nome Duncan, suddivise per attività principale.

## Allenatori di calcio(3)
- Duncan Ferguson, allenatore di calcio e ex calciatore scozzese (Stirling, n. 1971)
- Duncan McDowell, allenatore di calcio scozzese (Glasgow, n. 1946)
- Duncan Shearer, allenatore di calcio e ex calciatore scozzese (Fort William, n. 1962)

## Altisti(1)
- Duncan McNaughton, altista canadese (Cornwall, n. 1910 - Austin, † 1998)

## Archeologi(1)
- Duncan Mackenzie, archeologo britannico (n. 1861 - † 1934)

## Astronomi(1)
- Duncan Steel, astronomo britannico (Midsomer Norton, n. 1955)

## Attori(6)
- Duncan Chow, attore, modello e velista cinese (Hong Kong, n. 1978)
- Duncan Fraser, attore britannico (Manchester)
- Duncan Lamont, attore britannico (Lisbona, n. 1918 - Royal Tunbridge Wells, † 1978)
- Duncan Pow, attore britannico (Edimburgo, n. 1977)
- Duncan Regehr, attore e pittore canadese (Lethbridge, n. 1952)
- Duncan Renaldo, attore rumeno (Oancea, n. 1904 - Goleta, † 1980)

## Calciatori(10)
- Duncan Cole, calciatore neozelandese (Inghilterra, n. 1958 - Auckland, † 2014)
- Duncan Edwards, calciatore inglese (Dudley, n. 1936 - Monaco di Baviera, † 1958)
- Duncan McGuire, calciatore statunitense (Omaha, n. 2001)
- Duncan McKenzie, ex calciatore inglese (Grimsby, n. 1950)
- Duncan McLean, calciatore scozzese (Renton, n. 1868 - Renton, † 1941)
- Duncan McLeod, ex calciatore scozzese (Tobermory, n. 1949)
- Duncan Ochieng, calciatore keniota (n. 1978)
- Duncan Oughton, ex calciatore neozelandese (Wellington, n. 1977)
- Duncan Walker, calciatore scozzese (Glasgow, n. 1896 - † 1961)
- Duncan Watmore, calciatore inglese (Manchester, n. 1994)

## Canottieri(3)
- Duncan Free, canottiere australiano (Hobart, n. 1973)
- Duncan Gregg, canottiere statunitense (n. 1910 - † 1989)
- Duncan Mackinnon, canottiere britannico (Paddington, n. 1887 - Ypres, † 1917)

## Cantanti(2)
- Duncan James, cantante e conduttore televisivo britannico (Salisbury, n. 1978)
- Duncan Mackay, cantante, compositore e musicista inglese (Leeds, n. 1950)

## Cantautori(2)
- Duncan Laurence, cantautore olandese (Spijkenisse, n. 1994)
- Duncan Sheik, cantautore e compositore statunitense (Montclair, n. 1969)

## Cestisti(3)
- Duncan Reid, cestista hongkonghese (Hong Kong, n. 1989)
- Duncan Robinson, cestista statunitense (York, n. 1994)
- Vann Williford, ex cestista statunitense (Fayetteville, n. 1948)

## Dirigenti d'azienda(1)
- Duncan Niederauer, dirigente d'azienda e dirigente sportivo statunitense (New York, n. 1959)

## Drammaturghi(1)
- Duncan Macmillan, drammaturgo, sceneggiatore e regista teatrale britannico (n. 1980)

## Filosofi(1)
- Duncan Kennedy, filosofo statunitense (Washington, n. 1942)

## Hockeisti su ghiaccio(2)
- Duncan Keith, ex hockeista su ghiaccio canadese (Winnipeg, n. 1983)
- Dunc Munro, hockeista su ghiaccio canadese (Elgin, n. 1901 - Montréal, † 1958)

## Maratoneti(1)
- Duncan Kibet, maratoneta keniota (Eldoret, n. 1978)

## Martellisti(1)
- Duncan Gillis, martellista, discobolo e lottatore canadese (Mabou, n. 1883 - Vancouver, † 1963)

## Matematici(1)
- Duncan Gregory, matematico britannico (Edimburgo, n. 1813 - Edimburgo, † 1844)

## Medici(1)
- Duncan MacDougall, medico statunitense (n. 1866 - † 1920)

## Nobili(2)
- Duncan II, conte di Fife, nobile e magistrato scozzese (n. 1154 - † 1204)
- Duncan IV conte di Fife, nobile scozzese (n. 1289 - † 1353)

## Nuotatori(3)
- Duncan Armstrong, ex nuotatore australiano (Rockhampton, n. 1968)
- Duncan Goodhew, ex nuotatore britannico (Beckenham, n. 1957)
- Duncan Scott, nuotatore britannico (Glasgow, n. 1997)

## Ostacolisti(1)
- Duncan White, ostacolista e velocista singalese (Lathpandura, n. 1918 - Warwickshire, † 1998)

## Pittori(1)
- Duncan Grant, pittore scozzese (Rothiemurchus, n. 1885 - † 1978)

## Poeti(1)
- Duncan Ban MacIntyre, poeta scozzese (Druim Liaghart, n. 1724 - Edimburgo, † 1812)

## Politici(5)
- Duncan Forbes, politico scozzese (Culloden, n. 1685 - Inverness, † 1747)
- Duncan D. Hunter, politico e militare statunitense (San Diego, n. 1976)
- Duncan Hunter, politico statunitense (Riverside, n. 1948)
- Duncan Stewart, politico uruguaiano (Buenos Aires, n. 1833 - Montevideo, † 1923)
- Duncan Stewart, politico britannico (Witkleifontein, n. 1904 - Singapore, † 1949)

## Produttori cinematografici(1)
- Duncan Kenworthy, produttore cinematografico e produttore televisivo inglese (n. 1949)

## Pugili(1)
- Duncan Dokiwari, pugile nigeriano (Port Harcourt, n. 1973)

## Registi(2)
- Duncan Jones, regista e sceneggiatore britannico (Beckenham, n. 1971)
- Duncan Tucker, regista e sceneggiatore statunitense

## Rugbisti a 15(2)
- Duncan Jones, ex rugbista a 15 e allenatore di rugby a 15 gallese (Neath, n. 1978)
- Duncan Weir, rugbista a 15 britannico (Rutherglen, n. 1991)

## Scrittori(1)
- Duncan Campbell Scott, scrittore canadese (Ottawa, n. 1862 - Ottawa, † 1947)

## Sociologi(1)
- Duncan J. Watts, sociologo australiano (Guelph, n. 1971)

## Sportivi(1)
- Duncan Zuur, sportivo olandese (Sydney, n. 1974)

## Senza attività specificata(1)
- Duncan Campbell, ex snowboarder neozelandese (Dunedin, n. 1997)